# Banovci (Nijemci)
Pour les articles homonymes, voir Banovci.

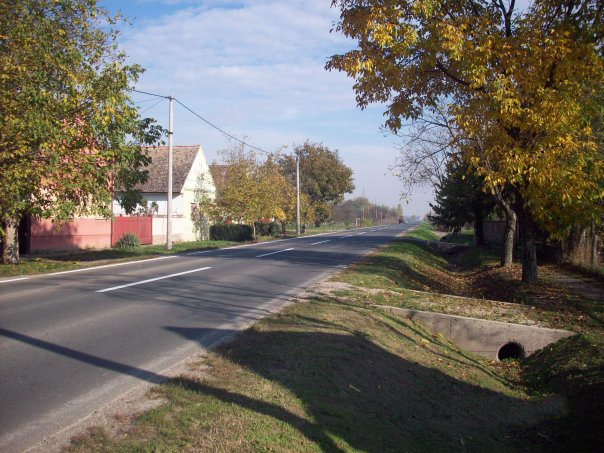
Banovci

Banovci est un village situé dans le comitat de Vukovar-Syrmie, en Croatie. Village habité par des Serbes.
Au recensement de 2001, le village comptait 479 habitants.

## Démographie
| Population | Population | Population | Population | Population | Population | Population | Population | Population | Population | Population | Population | Population | Population | Population |
| ---------- | ---------- | ---------- | ---------- | ---------- | ---------- | ---------- | ---------- | ---------- | ---------- | ---------- | ---------- | ---------- | ---------- | ---------- |
| 1857       | 1869       | 1880       | 1890       | 1900       | 1910       | 1921       | 1931       | 1948       | 1953       | 1961       | 1971       | 1981       | 1991       | 2001       |
| 460        | 779        | 651        | 836        | 890        | 990        | 1047       | 1139       | 1028       | 1138       | 1084       | 975        | 778        | 653        | 479        |